# Wall (유닉스)
wall(월, write to all의 준말)은 컴퓨터 파일의 내용이나 표준 입력을 로그인한 모든 사용자에게 표시하는 유닉스 명령 줄 유틸리티이다. 셧다운이 있기 전 루트 사용자에 의해 종료 메시지를 모든 사용자에게 보내는 것이 일반적이다.

## 호출 예시
```
alice@sleipnir:~$ # 
`
tty
`
 
to
 
show
 
the
 
current
 
terminal
 
name

alice@sleipnir:~$ 
tty

/dev/pts/7

alice@sleipnir:~$ 
echo
 
Remember
 
to
 
brush
 
your
 
teeth!
 
|
 
wall

```

## 참고 자료
- wall(1) – 버전 7 유닉스 프로그래머의 매뉴얼

- wall(1) – 리눅스 사용자 명령어 매뉴얼 페이지

- wall(1) – FreeBSD 일반 명령어 매뉴얼 페이지

- wall(1M) – 솔라리스 10 System Administration Commands 매뉴얼 페이지 참고